# Oecobius melanocephalus
Espèce
Oecobius melanocephalus est une espèce d'araignées aranéomorphes de la famille des Oecobiidae.

## Distribution
Cette espèce est endémique d'Iran. Elle se rencontre dans les provinces de Khorassan-e Razavi, de Semnan, de Téhéran et du Lorestan.

## Description
La femelle holotype mesure 2,58 mm.

## Systématique et taxinomie
Cette espèce a été décrite par Zamani et Marusik en 2023.

## Publication originale
- Zamani & Marusik, 2023 : « New species and records of Oecobius Lucas, 1846 (Araneae: Oecobiidae) from Iran and Azerbaijan. » The Journal of Natural History, vol. 57, no 37/40, p. 1693-1709.